# Telephone 1-on-1
|  | Denne artikel er oprettet af botten PalnaBot ud fra en ekstern database. Den kan derfor have sproglige fejl eller mangler. Denne skabelon kan fjernes efter kontrol af indholdet. |

Telephone 1-on-1 er en kortfilm instrueret af Christian Kampmann Olsen efter eget manuskript.